# 基爾克爾伍茲 (加利福尼亞州)
基爾克爾伍茲（英語：Kilkare Woods）是位於美國加利福尼亞州阿拉米達縣的一個非建制地區。人口約773人。

## 地理
基爾克爾伍茲的座標為37°37′42″N 121°57′44″W / 37.62833°N 121.96222°W，而該地的平均海拔高度為252米（即827英尺）。